# VoicesInTime
VoicesInTime ist ein gemischter Rock- und Jazzchor aus München. Er wurde 1996 von Stefan Kalmer gegründet und hat sich im ersten Jahrzehnt seines Bestehens von einem lokalen Projekt engagierter Sänger zu einem mehrfach preisgekrönten und international aktiven Chor entwickelt. Das Vokalensemble besteht derzeit aus 26 Sängerinnen und Sängern: sieben Soprane und sechs Altstimmen / sechs Tenöre und sieben Bässe.

## Repertoire
Das Repertoire von VoicesInTime ist breit gefächert und reicht von kleinen Ensembles bis zu vielstimmigen Chorsätzen, von Gedichtvertonungen Goethes und Shakespeares über mundartliche und scherzhafte Kompositionen bis hin zu Chor-Coverversionen von Bon Jovi, Robbie Williams, Take That, den Ärzten, Stevie Wonder oder Rammstein. Der Chor singt fast immer a cappella, greift jedoch hin und wieder auf einzelne akustische Instrumente zurück; so spielt bisweilen der Chorleiter und Dirigent Stefan Kalmer selbst die Geige, oder einer der Sänger begleitet den Chor auf der Gitarre. VoicesInTime singen bei ihren Konzerten überwiegend auswendig. Durch choreographische Effekte, stimmlich nachgeahmte Percussion-Sounds („Beatboxing“) und rhythmische Rap-Passagen überschreitet der Chor in manchen Liedern die Grenzen der klassischen Chormusik.

## Auftritte und Auszeichnungen

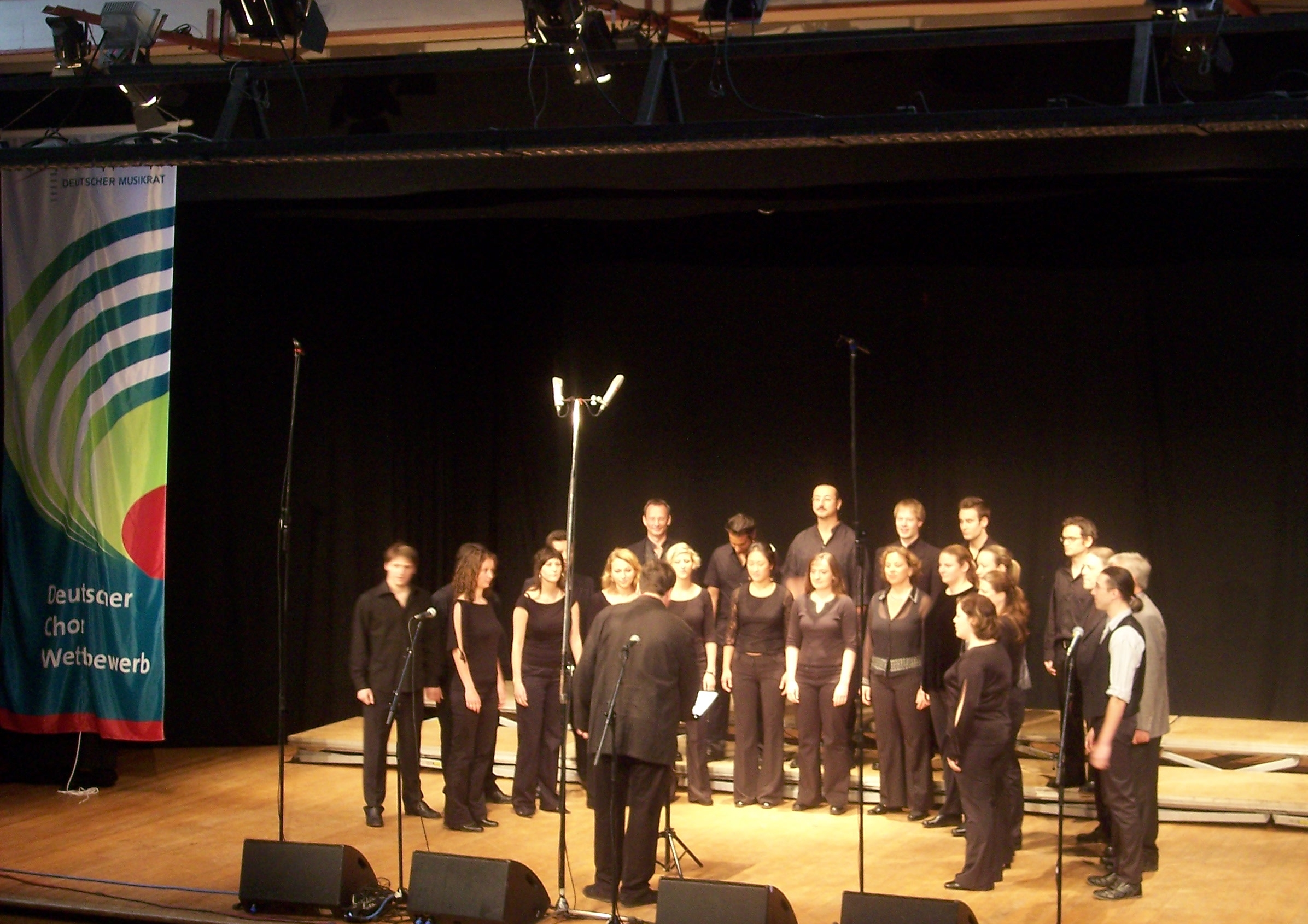
VoicesInTime beim Wertungssingen des Deutschen Chorwettbewerbs 2006 in Kiel

VoicesInTime begannen mit kleinen Auftritten in München und im süddeutschen Raum, erweiterten ihren Aktionsradius jedoch mit zunehmendem Erfolg bald auf ganz Deutschland. Konzertreisen führten die Sängerinnen und Sänger nach Slowenien, Österreich, Albanien, in die Niederlande, nach Südkorea, nach Kuba und 2016 nach China. Viermal nahm der Chor bislang am Jazzchorfestival „meervocal“ in Wunstorf teil und tritt seit 1999 auch jedes Jahr beim größten deutschen A-cappella-Festival „Vokal Total“ in München auf. Den ersten Plätzen beim Internationalen Chorwettbewerb 2004 in Graz und beim International Choir Festival 2005 in Arnheim folgte der 1. Preis beim Deutschen Chorwettbewerb 2006. Der Chor erhielt am 17. September 2008 den Bayerischen Kunstförderpreis 2008. Im Mai 2011 wurde VoicesInTime die Orlando-di-Lasso-Medaille des Bayerischen Sängerbundes verliehen. Beim internationalen Chorwettbewerb Let the Peoples Sing. 2013 wurde VoicesInTime die Urkunde „Winner in the Open Choir Category“ verliehen.

## Chorleiter
Stefan Kalmer, der Gründer und Leiter von VoicesInTime, ist hauptberuflich Musiklehrer am Erasmus-Grasser-Gymnasium München. Daneben veranstaltet er Workshops zu Themen des Chorgesangs, arrangiert, komponiert und ediert Chormusik und leitet den Jazz&PopChor der Musikhochschule München. Darüber hinaus tritt er als Geiger in verschiedenen Formationen auf.

## Diskographie
Bislang veröffentlichten VoicesInTime zehn CDs in Kooperation mit dem Bayerischen Rundfunk:
- Lauf! (2023, Livemitschnitt)
- Ready to go (2020, Livemitschnitt)
- Dynamite (2018, Livemitschnitt)
- auf Liebe gemacht  (2014, Livemitschnitt)
- a kiss and a smile  (2012, Livemitschnitt)
- into my ear  (2009, Livemitschnitt)
- Hallelujah  (2008, Studioproduktion)
- Engel  (2007, Studioproduktion)
- One Two 1234  (2005, Livemitschnitt)
- Do Ge Da Ja  (2003, Livemitschnitt)